# Andri Hovorov
Andri Andriyovych Hovorov –en ucraniano, Андрій Андрійович Говоров– (Simferópol, 10 de abril de 1992) es un deportista ucraniano que compite en natación, especialista en los estilos libre y mariposa.
Ganó una medalla de bronce en el Campeonato Mundial de Natación de 2017 y dos medallas en el Campeonato Mundial de Natación en Piscina Corta, plata en 2010 y bronce en 2014.
Además, obtuvo seis medallas en el Campeonato Europeo de Natación entre los años 2012 y 2021, y ocho medallas en el Campeonato Europeo de Natación en Piscina Corta entre los años 2010 y 2017.
Participó en dos Juegos Olímpicos de Verano, en los años 2012 y 2016, ocupando el quinto lugar en Río de Janeiro 2016, en la prueba de 50 m libre.

## Palmarés internacional
| Campeonato Mundial                  | Campeonato Mundial       | Campeonato Mundial | Campeonato Mundial |
| Año                                 | Lugar                    | Medalla            | Prueba             |
| ----------------------------------- | ------------------------ | ------------------ | ------------------ |
| 2017                                | Budapest (Hungría)       | Medalla de bronce  | 50 m mariposa      |
| Campeonato Mundial en Piscina Corta |                          |                    |                    |
| Año                                 | Lugar                    | Medalla            | Prueba             |
| 2010                                | Dubái (EAU)              | Medalla de plata   | 50 m mariposa      |
| 2014                                | Doha (Catar)             | Medalla de bronce  | 50 m mariposa      |
| Campeonato Europeo                  |                          |                    |                    |
| Año                                 | Lugar                    | Medalla            | Prueba             |
| 2012                                | Debrecen (Hungría)       | Medalla de bronce  | 50 m libre         |
| 2014                                | Berlín (Alemania)        | Medalla de bronce  | 50 m mariposa      |
| 2016                                | Londres (Reino Unido)    | Medalla de oro     | 50 m mariposa      |
| 2016                                | Londres (Reino Unido)    | Medalla de plata   | 50 m libre         |
| 2018                                | Glasgow (Reino Unido)    | Medalla de oro     | 50 m mariposa      |
| 2021                                | Budapest (Hungría)       | Medalla de plata   | 50 m mariposa      |
| Campeonato Europeo en Piscina Corta |                          |                    |                    |
| Año                                 | Lugar                    | Medalla            | Prueba             |
| 2010                                | Eindhoven (Países Bajos) | Medalla de plata   | 50 m mariposa      |
| 2010                                | Eindhoven (Países Bajos) | Medalla de bronce  | 50 m libre         |
| 2011                                | Szczecin (Polonia)       | Medalla de oro     | 50 m mariposa      |
| 2012                                | Chartres (Francia)       | Medalla de bronce  | 50 m mariposa      |
| 2013                                | Herning (Dinamarca)      | Medalla de oro     | 50 m mariposa      |
| 2013                                | Herning (Dinamarca)      | Medalla de bronce  | 50 m libre         |
| 2015                                | Netanya (Israel)         | Medalla de oro     | 50 m mariposa      |
| 2017                                | Copenhague (Dinamarca)   | Medalla de plata   | 50 m mariposa      |